# Ceinture d'astéroïdes étendue

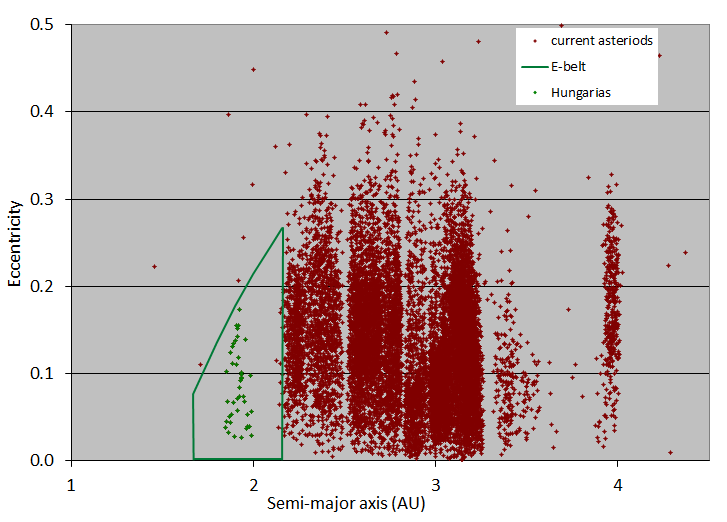
Situation de la ceinture d'astéroïdes étendue vis-à-vis de la ceinture principale d'astéroïdes actuelle : les points rouges et verts sont les astéroïdes de la ceinture principale, les points verts étant spécifiquement ceux de la famille de Hungaria et le polygone vert représente les contours théoriques de la ceinture étendue.

La ceinture d'astéroïdes étendue (ou ceinture étendue d'astéroïdes), abrégée en ceinture E (extended belt, E belt en anglais), est un ensemble hypothétique d'astéroïdes qui aurait formé une extension de la partie interne de la ceinture d'astéroïdes primordiale et qui serait la source de la plupart des impacts ayant formé les bassins à la surface de la Lune au cours du grand bombardement tardif (GBT).

## Le modèle théorique
La théorie de la ceinture d'astéroïdes étendue a été développée par William F. Bottke, David Vokrouhlický, David Minton, David Nesvorný, Alessandro Morbidelli, Ramon Brasser, Bruce Simonson et Harold F. Levison. Il décrit la dynamique d'une bande intérieure de la ceinture d'astéroïdes avant le début du GBT dans le cadre du modèle de Nice.

### Situation et stabilité
Cette ceinture d'astéroïdes primordiale aurait été située entre la limite intérieure actuelle de la ceinture d'astéroïdes et l'orbite de Mars avec un demi-grand axe compris entre 1,7 et 2,1 unités astronomiques (UA). Dans le système solaire actuel, la plupart des orbites dans cette région sont instables en raison de la présence de la résonance séculaire ν6. Cependant, avant la migration des géantes gazeuses tel que décrite dans le modèle de Nice, les planètes extérieures auraient été dans une configuration plus compacte avec des orbites presque circulaires. Avec les planètes dans cette configuration, la résonance séculaire ν6 serait située en dehors de la ceinture d'astéroïdes. Des orbites stables auraient existé à l'intérieur de 2,1 UA et le bord intérieur de la ceinture d'astéroïdes primordiale aurait été défini par l'orbite de Mars.

### Le bombardement tardif
Lors de la migration des planètes géantes, la résonance séculaire ν6 se serait déplacée vers l'intérieur tandis que Saturne se déplaçait vers l'extérieur. En arrivant à son emplacement actuel près de 2,1 UA, la résonance séculaire ν6 et autres résonances connexes auraient déstabilisé les orbites des astéroïdes de la ceinture étendue. La plupart des astéroïdes auraient été entraînés sur des orbites croisant une planète, alors que leurs excentricités et inclinaisons augmentaient. Sur une période de 400 000 000 années, les impacts des astéroïdes auraient formé 9 ou 10 des 12 grands impacts lunaires attribués au GBT.